# 데버라 프랫

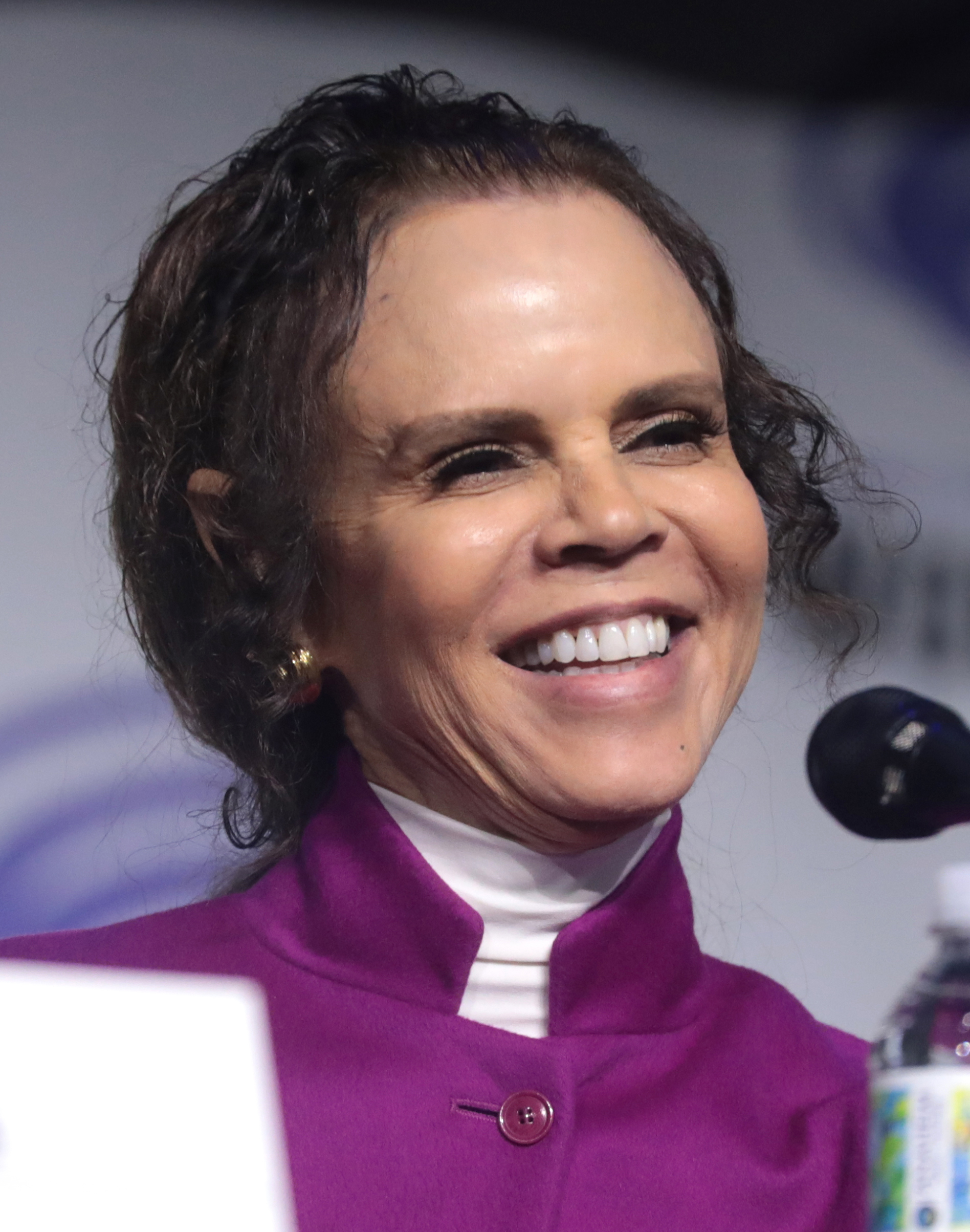

데버라 프랫(Deborah Pratt, 1951년 12월 16일 ~ )은 미국의 배우, 각본가, 텔레비전 프로듀서, 영화 감독, 소설가, 텔레비전 배우, 작가, 영화배우, 성우이다.
시카고에서 태어났다.

## 방송
- 사선을 넘어
- 에어울프

## 영화
- 피프 월드 (2010년)
- 우리 친구 마틴 (1999년)
- 에덴으로 가는 비상구 (1994년)
- 사선을 넘어 - TV 시리즈 (1989년)
- 에어울프 - 시리즈 (1984년) - 마렐라 역
- 스페이스헌터 (1983년)
- 매그넘 P.I. (1980년)